# علامة لازاروس
علامة لازاروس (بالإنجليزية: Lazarus sign)‏ أو منعكس لازاروس (بالإنجليزية: Lazarus reflex)‏، هي حركة منعكسة في الميتين دماغياً أو مرضى فشل جذع الدماغ ، مما تجعلهم يرفعون أذرعهم لفترة وجيزة ويسقطونها على صدورهم (في وضع يشبه بعض المومياوات المصرية). سميت هذه الظاهر نسبةً إلى القديس لعازر، الذي رفعه يسوع من بين الأموات في إنجيل يوحنا.

## الأسباب
مثل منعكس وتر الركبة، فإن علامة لازاروس هي مثال على رد الفعل المنعكس بوساطة القوس الانعكاسي، وهو مسار عصبي يمر عبر الحبل الشوكي ولكن ليس عبر الدماغ. ونتيجةً لذلك، فإن الحركة ممكنة في مرضى موت الدماغ الذين ظلت أعضائهم تعمل من خلال آلات دعم الحياة، مما يحول دون استخدام الحركات اللاإرادية المعقدة كاختبار لنشاط الدماغ.
وقد اقترح علماء الأعصاب الذين يدرسون هذه الظاهرة أن زيادة الوعي بهذا وردود الفعل المماثلة «قد تمنع التأخير في تشخيص موت الدماغ وسوء الفهم».
غالبًا ما يسبق الانعكاس حركات مرتدة بسيطة من ذراعي المريض، أو ظهور قشعريرة على الذراعين والجذع. ثم تبدأ الذراعين في الانحناء عند المرفقين قبل رفعها إلى أعلى القص. غالبًا ما يتم إحضارها من هنا باتجاه الرقبة أو الذقن ولمسها أو تقاطعها. كما لوحظت عمليات زفير قصيرة تتزامن مع العمل.